# Andrea Marrocco
Andrea Marrocco (Napoli, 24 luglio 1971) è un attore italiano.

## Biografia
È celebre principalmente per il suo ruolo dell'agente Demetrio De Pasquale, protagonista della serie televisiva La squadra, andata in onda dal 2000 al 2007. In precedenza Marrocco aveva fatto parte del cast della soap opera Un posto al sole. Dopo la fine de La squadra, nel 2008 ha lavorato nella serie tv di Rai 2, Terapia d'urgenza
Ha avuto anche alcune esperienze come attore teatrale (C'è del marcio in Danimarca, Love in Shakespeare, I figli di mamma Minnie e ByeByeBatman) e cinematografico nei film L'uomo in più (2001), regia di Paolo Sorrentino, e Il resto di niente (2003), diretto da Antonietta De Lillo.
Come autore e regista ha girato i cortometraggi Othello (2006), Ho preso un bambino per mano (2008), 'O i'lloco (2008) finalista al Giffoni Film Festival, e il documentario per il Museo Mineralogico di Napoli La macchina del tempo (2011).
Ha scritto e diretto Il sindaco, il vecchio e il mare (2012), progetto di interesse culturale del Ministero per i Beni e le Attività Culturali, un cortometraggio dedicato ad Angelo Vassallo, sindaco di Pollica, ucciso il 5 settembre 2010.

## Filmografia
- L'uomo in più, regia di Paolo Sorrentino (2001)
- Il resto di niente, regia di Antonietta De Lillo (2003)
- La squadra, registi vari - Serie TV - Rai Tre (2000-2007)
- Terapia d'urgenza - Serie TV - Rai 2 (2008)
- Othello - Cortometraggio - 15 min (2006)
- Ho preso un bambino per mano - Cortometraggio - 21 min (2008)
- 'O i'lloco - Cortometraggio - 5 min (2008)
- La macchina del tempo - Documentario - 58 min (2011)
- Il sindaco, il vecchio e il mare - Cortometraggio - 15 min (2012)